# Tarenna luzoniensis
Tarenna luzoniensis là một loài thực vật có hoa trong họ Thiến thảo. Loài này được (Vidal) Bremek. miêu tả khoa học đầu tiên năm 1934.